# Международный идентификационный код ценной бумаги
Международный идентификационный код ценной бумаги (англ. International Securities Identification Number, общепринятое сокращение — ISIN) — 12-разрядный буквенно-цифровой код, однозначно идентифицирующий ценную бумагу.
ISIN присваивается следующим финансовым инструментам:
- акции, паи,
- облигации и другие долговые обязательства,
- опционы,
- фьючерсы,
- векселя, индексы, валюта.

| Структура ISIN | Структура ISIN | Структура ISIN | Структура ISIN | Структура ISIN | Структура ISIN | Структура ISIN | Структура ISIN | Структура ISIN | Структура ISIN | Структура ISIN | Структура ISIN    | Структура ISIN |
| -------------- | -------------- | -------------- | -------------- | -------------- | -------------- | -------------- | -------------- | -------------- | -------------- | -------------- | ----------------- | -------------- |
| 1              | 2              | 3              | 4              | 5              | 6              | 7              | 8              | 9              | 10             | 11             | 12                |                |
| Код страны     | Код страны     | NSIN           | NSIN           | NSIN           | NSIN           | NSIN           | NSIN           | NSIN           | NSIN           | NSIN           | Контрольная цифра |                |

Структура ISIN-кода определяется стандартом ISO 6166. Первые два символа — буквы, определяющие код страны эмитента согласно стандарту ISO 3166-1 (например, российские ISIN-коды начинаются буквами RU). Далее следуют 9 букв и цифр национального идентификационного кода ценной бумаги (англ. National Securities Identifying Number, NSIN). Завершает код контрольная цифра. Например, ISIN акции Газпрома номиналом 5 руб. — RU0007661625.
ISIN-коды присваиваются национальными нумерующими агентствами (англ. national numbering agencies, NNA) или замещающими нумерующими агентствами (англ. substitute numbering agencies, SNA), работу которых координирует международная Ассоциация национальных нумерующих агентств (англ. Association of National Numbering Agencies, ANNA).